# Fong juk
Fong juk é um filme de drama hong-konguês de 2006 dirigido e escrito por Johnnie To. Foi selecionado como representante de Hong Kong à edição do Oscar 2007, organizada pela Academia de Artes e Ciências Cinematográficas.

## Elenco
- Anthony Wong - Blaze
- Francis Ng - Tai
- Nick Cheung - Wo
- Josie Ho - Jin
- Roy Cheung - Cat
- Lam Suet - Fat